# Etmopterus pusillus
El tollo lucero liso (Etmopterus pusillus) es una especie de pez cartilaginoso delorden de los Squaliformes y de la familia de los Etmopteridae. 
Esta especie se encuentra en la categoría de preocupación menor (LC).

## Morfología
Esta especie es pequeña, delgado y de piel suave. Sus dientes superiores presentan generalmente menos de 3 pares de cúspides. Presenta la segunda aleta dorsal menor en área que la primera. La especie se caracteriza por tener denticulos sin cúspides de copa baja. El color del cuerpo es marrón negruzco y presenta marcas oscuras arriba, delante y detrás de las aletas pélvicas.

## Alimentación
Se alimenta principalmente de peces óseos (incluyendo sus huevos), crustáceos, cefalópodos y tiburones pequeños.

## Reproducción
Su estrategia reproductiva es vivípara aplacentaria, producen entre 1 a 7 crías, estas al eclosionar alcanzan un largo total (LT) de 15-16 cm.

## Hábitat
Esta especie generalmente se encuentra en el talud continental entre 274-1200 metros. también es oceánico a profundidades entre los 110 a 708 metros sobre aguas profundas.

## Distribución geográfica
Se encuentra al norte del Golfo de México, desde el sur del Brasil hasta la Argentina, las Guayanas, desde Portugal hasta Namibia desde la Argentina hasta Sudáfrica, Australia, Nueva Zelanda y Japón.